# Snegurochka Planitia (quadrangle)

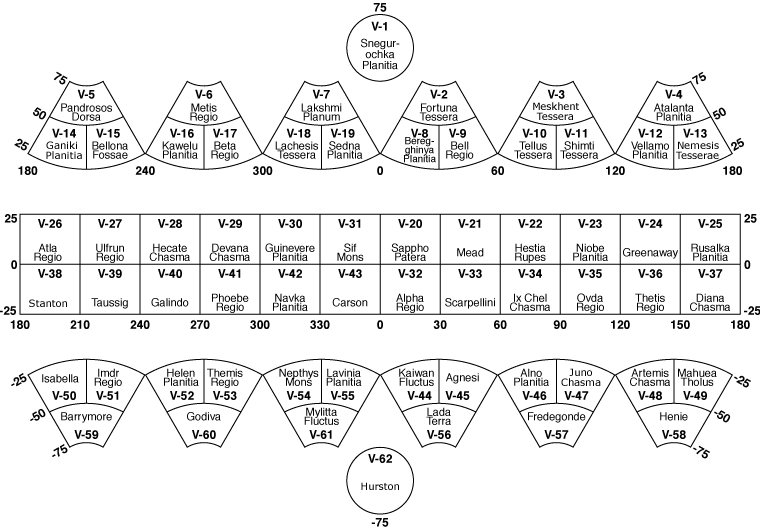
Quadrangles op Venus op schaal 1 : 5.000.000

Snegurochka Planitia (V–1; breedtegraad 75°–90° N, lengtegraad 0°–360° E) is een quadrangle op de planeet Venus. Het is een van de 62 quadrangles op schaal 1 : 5.000.000. Het quadrangle bevindt zich op de noordpool en werd genoemd naar de gelijknamige laagvlakte die op zijn beurt genoemd werd naar Snegoerotsjka, een sneeuwmeisje uit de Slavische mythologie.

## Geologische structuren in Snegurochka Planitia
Chasma
- Misne Chasma
- Vires-Akka Chasma

Colles
- Molpe Colles

Coronae
- Anahit Corona
- Maslenitsa Corona
- Pomona Corona

Dorsa
- Dennitsa Dorsa
- Dyan-Mu Dorsa
- Fulgora Dorsa
- Lukelong Dorsa
- Semuni Dorsa
- Yumyn-Udyr Dorsa

Fluctus
- Heloha Fluctus

Inslagkraters
- Dashkova
- Deledda
- Efimova
- Eugenia
- Fernandez
- Gina
- Hua Mulan
- Janice
- Klenova
- Lagerlöf
- Landowska
- Nuon
- Odilia
- Radka
- Rudneva
- Ruslanova
- Sveta
- Tatyana
- Tünde
- Tursunoy
- Ulrique
- Valborg
- Volkova

Linea
- Szél-anya Lineae
- Tezan Lineae

Montes
- Laka Mons
- Renpet Mons
- Sarasvati Mons

Planitiae
- Louhi Planitia
- Snegurochka Planitia

Rupes
- Uorsar Rupes

Tesserae
- Itzpapalotl Tessera
- Oddibjord Tessera

Tholi
- Akka Tholus
- Eirene Tholus
- Yansa Tholus

Valles
- Olokun Vallis
- Saga Vallis